# Principado da Galícia
O Principado da Galícia foi um principado russo centrado em Aliche, que existiu no século XII.

## História
O território originalmente pertencia ao Principado da Volínia. Após o estabelecimento nestas terras dos descendentes do velho Jaroslaviche, Vladimir Iaroslaviche e seu filho Rostislau (1085), do qual a primeira dinastia galiciana recebeu seu nome, os Principados de Przemisl (Przemisl, Zvenigorod) e Terebovl (Terebovl, Galícia) foram formados. O primeiro príncipe galiciano foi Ivã (desde 1124), filho de Basílio Rostilasviche.
Após a morte de Ivã (1141), Vladimir mudou-se de Przemisl para Galícia, os principados se uniram (Ivã reinou em Zvenigorod até 1144, quando se rebelou contra seu tio, Vladimir Volodareviche), isso  é considerado o momento da fundação do o Principado galiciano.

### Principado da Galícia-Volínia
Após a morte de Romano na Batalha de Zavichost (1205), sua viúva e partidários não conseguiram manter o trono para seus filhos menores, mas uma década depois eles se fortaleceram na Volínia, enquanto a luta pela Galícia continuou entre as principais alianças principescas russas e os húngaros. Durante a década de 1230, Daniel Romanoviche conseguiu se estabelecer na Galícia, em 1245 obteve uma vitória final sobre seus adversários políticos internos.